# Championnats d'Europe de gymnastique artistique féminine 1963
Navigation
Édition précédente Édition suivante
Les 4(es) championnats d'Europe de gymnastique artistique féminine ont eu lieu à Paris en 1963.

## Résultats

### Concours général individuel
| Rang               | Pays                 | Gymnaste             | Saut  | Barres asymétriques | Poutre | Sol   | Total  |
| ------------------ | -------------------- | -------------------- | ----- | ------------------- | ------ | ----- | ------ |
| Médaille d'or      | Yougoslavie          | Marjana Bilic        | 9.333 | 9.333               | 9.100  | 9.466 | 37.232 |
| Médaille d'argent  | Suède                | Solveig Egman        | 9.566 | 9.266               | 8.933  | 9.366 | 37.131 |
| Médaille de bronze | Suède                | Eva Rydell           | 9.300 | 8.966               | 9.500  | 9.200 | 36.966 |
| 4                  | Yougoslavie          | Tereza Kocis         | 9.066 | 9.333               | 9.100  | 9.366 | 36.865 |
| 5                  | France               | Jacqueline Dieudonné | 8.866 | 9.266               | 9.033  | 9.166 | 36.331 |
| 6                  | Finlande             | Tuovi Sappinen       | 8.733 | 9.100               | 9.033  | 9.166 | 36.032 |
| 7                  | Allemagne de l'Ouest | Ursula Schepan       | 9.000 | 8.966               | 8.933  | 9.000 | 35.899 |
| 8                  | Espagne              | Simone Balaguer      | 9.033 | 8.700               | 8.800  | 9.066 | 35.599 |
| 8                  | France               | Annie Ange           | 8.833 | 9.233               | 8.300  | 9.233 | 35.599 |

### Finales par engins

#### Saut
| Rang               | Pays        | Gymnaste       | Points |
| ------------------ | ----------- | -------------- | ------ |
| Médaille d'or      | Suède       | Solveig Egman  | 19.032 |
| Médaille d'argent  | Pays-Bas    | Thea Belmer    | 18.799 |
| Médaille de bronze | Pays-Bas    | Jannie Viersta | 18.732 |
| 4                  | Yougoslavie | Marjana Bilic  | 18.633 |
| 5                  | Suède       | Eva Rydell     | 18.566 |
| 6                  | Royaume-Uni | Denise Goddard | 18.333 |

#### Barres asymétriques
| Rang               | Pays        | Gymnaste             | Points |
| ------------------ | ----------- | -------------------- | ------ |
| Médaille d'or      | Pays-Bas    | Thea Belmer          | 18.766 |
| Médaille d'argent  | Yougoslavie | Tereza Kocis         | 18.733 |
| Médaille de bronze | Suède       | Solveig Egman        | 18.566 |
| 4                  | France      | Annie Ange           | 18.399 |
| 5                  | Yougoslavie | Marjana Bilic        | 17.699 |
| 6                  | France      | Jacqueline Dieudonné | 17.366 |

#### Poutre
| Rang               | Pays                 | Gymnaste             | Points |
| ------------------ | -------------------- | -------------------- | ------ |
| Médaille d'or      | Suède                | Eva Rydell           | 19.033 |
| Médaille d'argent  | Yougoslavie          | Tereza Kocis         | 18.500 |
| Médaille de bronze | Yougoslavie          | Marjana Bilic        | 18.400 |
| 4                  | France               | Jacqueline Dieudonné | 18.366 |
| 5                  | Allemagne de l'Ouest | Theresa Hüth         | 18.333 |
| 5                  | Finlande             | Tarja Lethonen       | 18.333 |
| 7                  | Finlande             | Tuovi Sappinen       | 18.266 |
| 8                  | Espagne              | Laura Artamendi      | 18.232 |

#### Sol
| Rang               | Pays        | Gymnaste       | Points |
| ------------------ | ----------- | -------------- | ------ |
| Médaille d'or      | Yougoslavie | Marjana Bilic  | 18.932 |
| Médaille d'argent  | Suède       | Solveig Egman  | 18.899 |
| Médaille de bronze | Yougoslavie | Tereza Kocis   | 18.766 |
| 4                  | France      | Annie Ange     | 18.633 |
| 5                  | Suède       | Eva Rydell     | 18.600 |
| 6                  | Royaume-Uni | Denise Goddard | 18.466 |